# Louise du Pierry
Elisabeth Louise Felicité Pourra de la Madeleine (30 de julio de 1746 - 27 de febrero de 1807) fue una astrónoma francesa y, según las crónicas oficiales, la primera mujer que consta como profesora en la Universidad de La Sorbona de París.
Estudió astronomía con Joseph Lalande, director del observatorio de París, quien le llegó a dedicar su libro "Astronomie des dames" (1790) afirmando que:
«... elle représente un modèle pour toutes les femmes à cause de ses hautes qualités intellectuelles. »
"...ella representa un modelo para todas las mujeres debido a sus altas cualidades intelectuales".